# Ereuleva
Ereuleva ou Éreuliève, née avant 440 et morte vers l'an 500, fut une reine des Ostrogoths, la femme du roi Thiudimir, mère de Théodoric le Grand et de la reine des Vandales Amalefrède.  

## Contexte historique
Au IVe siècle, les Huns conquirent la Germanie, ce qui poussa plusieurs royaumes germains à tenter de passer le limes pour se réfugier dans l'Empire romain. Parmi les groupes qui s'approchent de l'Italie, on trouve une partie des Goths, réunis autour de la dynastie amale. Thiudimir, membre de la dynastie des Amales, règne conjointement avec ses deux frères, et à cette époque est un vassal du roi Attila des Huns. 

## Biographie
Ereuleva est parfois nommée concubine de Thiudimir, roi des Ostrogoths ou reine (regina) selon Gélase. Son statut n'est donc pas vraiment clair; le rite du mariage n'étant pas toujours la règle dans les peuples germaniques et le concubinage une réalité. 
Ereleuva est chrétienne, baptisée sous le nom d'Eusébie. Probablement convertie à l'arianisme à l'âge adulte, les détails de sa conversion sont flous. Ereleuva entretient une correspondance avec le pape Gélase Ier et elle est mentionnée dans le Panégyrique de Théodoric d'Ennodius. Ces indices font d'Ereuleva une croyante convaincue. 
Elle vit dans les campements avec son époux mais doit laisser son fils Théodoric partir neuf ans comme otage à Constantinople.

## Un personnage au nom imprécis
Son nom a été écrit de différentes manières par les historiens antiques: Ereriliva dans Anonymus Valesianus II, aussi appelé Chronica Theodericiana ou Erelieva pour Jordanès. Les historiens contemporains se réfèrent à elle par le nom d'Ereleuva qu'utilise le pape Gélase dans sa correspondance avec la mère de Théodoric le Grand, ou Ereliève (signification: "amour de la guerre" selon Michel Rouche). 

## Source et références
1. ↑  Herwig Wolfram, Wolfram, 1997, pg. 24, figure 2 et Thomas S. Burns, History of the Ostrogoths, pg. 96-97.
2. 1 2  Patrick Amory, People and Identity in Ostrogothic Italy, Cambridge University Press, 1997, p. 450  (ISBN 0-521-57151-0).
3. ↑  comme Attila et ses nombreuses concubines.
4. ↑  L. M. Du Roure, Histoire de Théodoric le Grand, roi d'Italie, précédée d'une revue..., 1846, librairie Téchener, 83.
5. ↑  Anonyme de Valois.

- (en) Cet article est partiellement ou en totalité issu de l’article de Wikipédia en anglais intitulé « Ereleuva » (voir la liste des auteurs).